# Hendrik-Ido-Ambacht

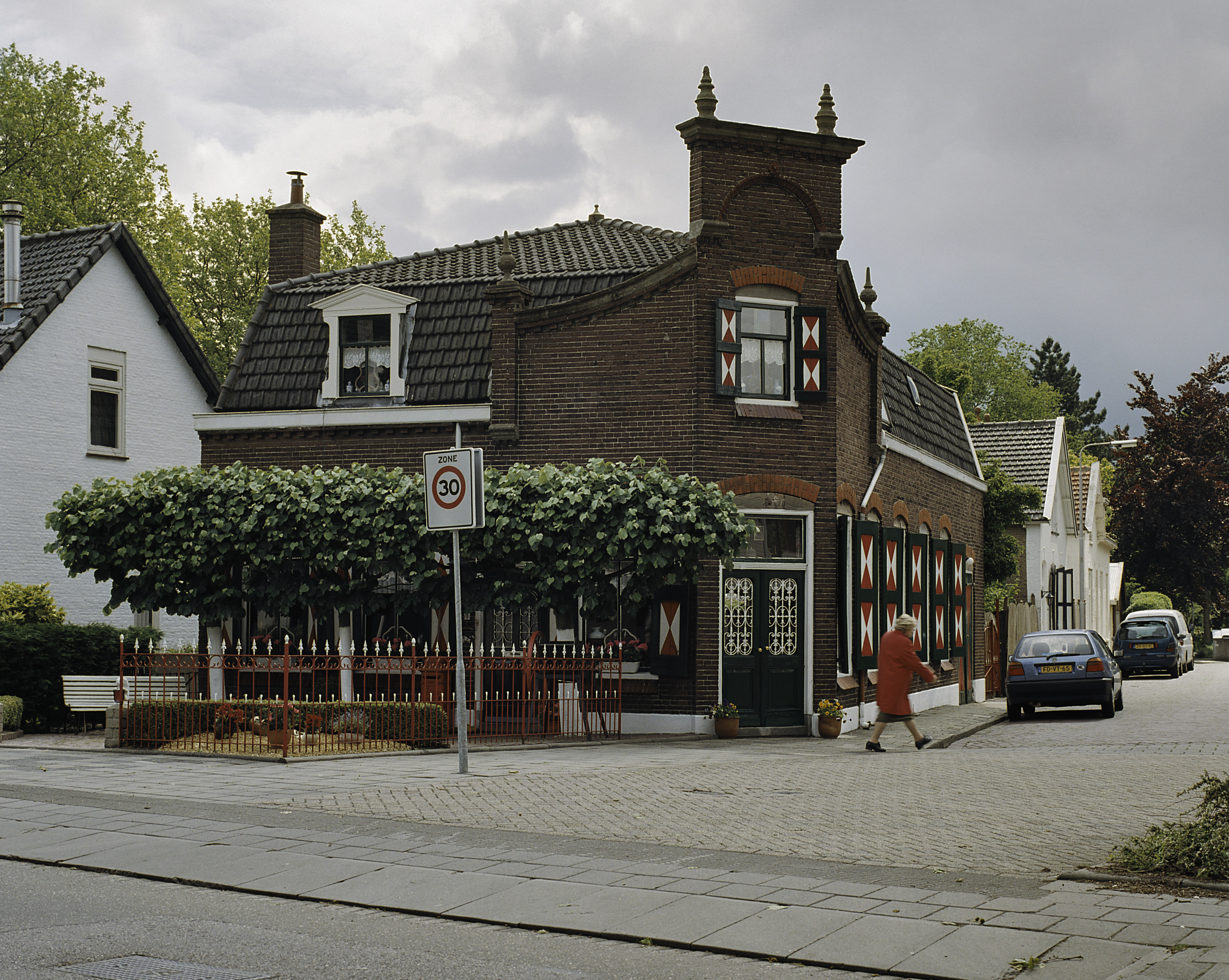
Kommunens centrum.

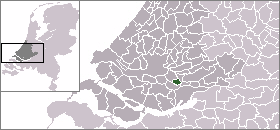
Lägeskarta

Hendrik-Ido-Ambacht är en kommun i provinsen Zuid-Holland i Nederländerna. Kommunens totala area är 11,99 km² (där 1,26 km² är vatten) och invånarantalet är på 31 720  invånare (2022).